# اینیوار هیردوال
اینیوار هیردوال (سوئدی: Ingvar Hirdwall؛ زادهٔ ۵ دسامبر ۱۹۳۴ - درگذشتهٔ ۶ آوریل ۲۰۲۳) بازیگر اهل سوئد است.
از فیلم‌ها یا سریال‌های تلویزیونی که وی در آن نقش داشته‌است می‌توان به دختری با خالکوبی اژدها، بک – فریاد خاموش، جزیره کودکان، آوگوست استریندبری: یک عمر و ۱۹۳۹ اشاره کرد.

## مرگ
هیردوال در ۶ آوریل ۲۰۲۳ در سن ۸۸ سالگی درگذشت.